# The Wild Wild West (televisieserie)
The Wild Wild West is een Amerikaanse televisieserie die liep van 1965 t/m 1969. De serie valt in het steampunk en Weird West genre, en combineert elementen van een Western met die van spionage. De serie liep 4 seizoenen met een totaal van 106 afleveringen.

## Verhaal
Het verhaal draait om twee agenten van de Amerikaanse geheime dienst — James “Jim” West, een charismatische revolverheld, en Artemus Gordon, een briljante uitvinder en meester in vermommen. Zij moeten de President van de Verenigde Staten en de Verenigde Staten zelf beschermen tegen allerlei gevaren. Hiervoor hebben ze veel handige gadgets tot hun beschikking die hun tijd ver vooruit zijn. De twee verplaatsen zich in een luxe stoomtrein genaamd de Wanderer, welke onder andere een mobiel laboratorium bevat.
Een vaste vijand van het duo is de gestoorde geleerde Dr. Miguelito Quixote Loveless, wiens kennis op het gebied van techniek die van Gordon evenaart of zelfs overtreft. Zijn doel is het veroveren van de Verenigde Staten, en uiteindelijk zelfs de wereld. Hoewel Jim en Gordon zijn plannen steeds dwarsbomen, slagen ze er nooit in hem te arresteren. Loveless heeft twee vaste handlangers. De kolossale Voltaire en de mooie Antoinette.
De serie bevat een hoop humor, en een hoop referenties naar James Bond. Naast Loveless bevechten Jim en Gordon nog een hoop andere schurken. De meeste komen maar in een aflevering voor. Afleveringen draaiden echter meer om de uitvindingen van deze schurken dan de schurken zelf. Als inspiratie voor de afleveringen dienden onder andere de verhalen van Edgar Allan Poe, Herbert George Wells, en Jules Verne.

## Rolverdeling
- Robert Conrad – Jim West
- Ross Martin - Artemus Gordon
- Michael Dunn – Dr. Loveless
- Richard Kiel – Voltaire
- Phoebe Dorin – Antoinette
- Roy Engel – President Ulysses S. Grant

Dunn trad een viertal keer per seizoen op; andere schurken werden vertolkt door onder meer Leslie Nielsen, Martin Landau, Burgess Meredith, Robert Duvall en Boris Karloff.

## Creatie en productie
De serie werd gemaakt in een tijd dat Westerns populariteit verloren en het spionagegenre zijn intrede deed. Michael Garisson kwam met het idee deze twee te combineren. Hij omschreef de serie zelf als “James Bond op een paard”.
Michael Garrison was zelf goed op de hoogte van de James Bond verhalen. Zo kochten hij en zijn partner Gregory Ratoff de filmrechten op Ian Fleming's eerste Bondverhaal, Casino Royale in 1955. Tot een film kwam het echter niet, en Garrison verkocht de rechten uiteindelijk aan Charles K. Feldman. Daarna ging hij zich bezighouden met The Wild Wild West.
De pilotaflevering, "The Night of the Inferno", werd geschreven door Gilbert Ralston, die al aan veel andere series van Garrisson had meegewerkt. In de eerste productieweken onderging de crew van de show een groot aantal veranderingen. Dit kwam onder andere door conflicten tussen Garrison en het tv-netwerk. Collier Young produceerde afleveringen 2 t/m 4. In zijn afleveringen kwam een butler voor genaamd Tennyson, die met West en Gordon meereisde. Tennyson werd door de producer die het overnam van Young uit de serie geschreven. Fred Freiberger produceerde afleveringen 5-14; John Mantley afleveringen 15-21; en Gene L. Coon afleveringen 22-26. Garrison produceerde zelf de laatste twee afleveringen van seizoen 1. In augustus 1966 stierf Garrison onverwacht aan de gevolgen van een val. CBS huurde toen producer Bruce Lansbury in. Hij produceerde de rest van de serie.
Het eerst seizoen werd opgenomen in zwart-wit, en was wat serieuzer dan de rest van de serie. Cinematograaf Ted Voightlander werd genomineerd voor een Emmy Award voor zijn werk aan dit seizoen. De andere seizoenen werden opgenomen in kleur. Ondanks dat de ondertoon vanaf seizoen twee een stuk humoristischer werd, zaten er toch nog een aantal gewelddadige afleveringen tussen. Dat was ook de reden dat de serie uiteindelijk werd stopgezet.

## Achtergrond
De titelsong werd gecomponeerd door Richard Markowitz. Hij werd erbij gehaald nadat de producers de pogingen van Dimitri Tiomkin hadden afgewezen. Markowitz werd echter nooit in een aftiteling vermeld als componist.
Een ander uniek element aan de serie was de cartoonteaser, die in het openingsfilmpje werd getoond. Hierin werd een scherm getoond dat was opgedeeld in vijf vakjes. In een van de vakjes staat een getekende held, die de probleemsituaties in de vakjes om hem heen oplost.

## Spin-off films
Conrad en Martin werkten mee aan twee televisiefilms gebaseerd op de serie: The Wild Wild West Revisited (9 mei 1979) en More Wild Wild West (7 oktober 1980).
In 1999 verscheen een bioscoopfilm gebaseerd op de serie getiteld Wild Wild West, met Will Smith als Jim West en Kevin Kline als Artemus Gordon.